# U-96 (tàu ngầm Đức) (1940)
U-96 là một tàu ngầm tấn công  Lớp Type VII thuộc phân lớp Type VIIC được Hải quân Đức Quốc Xã chế tạo trong Chiến tranh Thế giới thứ hai. Nhập biên chế năm 1940, nó đã thực hiện được tổng cộng mười một chuyến tuần tra, đánh chìm được 27 tàu buôn với tổng tải trọng 181.206 GRT, gây tổn thất toàn bộ cho một tàu buôn tải trọng 8.888 GRT, đồng thời gây hư hại cho bốn tàu buôn khác. Con tàu được rút về làm nhiệm vụ huấn luyện từ tháng 2, 1943, và vào giai đoạn kết thúc cuộc xung đột, nó xuất biên chế vào tháng 2, 1945, và bị đánh chìm do trúng bom trong đợt không kích xuống Wilhelmshaven vào ngày 30 tháng 3, 1945.

## Thiết kế và chế tạo

### Thiết kế

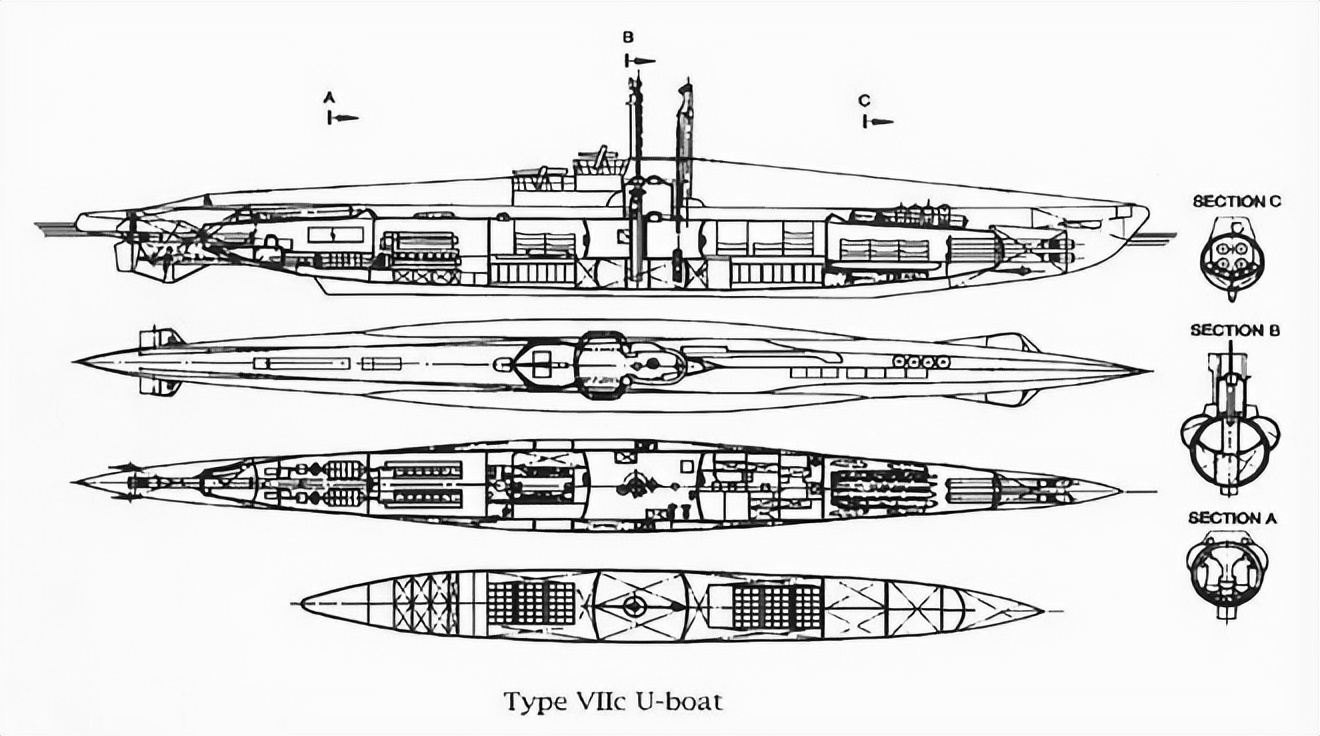
Sơ đồ các mặt cắt một tàu ngầm Type VIIC

Phân lớp VIIC của Tàu ngầm Type VII là một phiên bản VIIB được kéo dài thêm. Chúng có trọng lượng choán nước 769 t (757 tấn Anh) khi nổi và 871 t (857 tấn Anh) khi lặn). Con tàu có chiều dài chung 67,10 m (220 ft 2 in), lớp vỏ trong chịu áp lực dài 50,50 m (165 ft 8 in), mạn tàu rộng 6,20 m (20 ft 4 in), chiều cao 9,60 m (31 ft 6 in) và mớn nước 4,74 m (15 ft 7 in).
Chúng trang bị hai động cơ diesel Germaniawerft F46 siêu tăng áp 6-xy lanh 4 thì, tổng công suất 2.800–3.200 PS (2.100–2.400 kW; 2.800–3.200 bhp), dẫn động hai trục chân vịt đường kính 1,23 m (4,0 ft), cho phép đạt tốc độ tối đa 17,7 kn (32,8 km/h), và tầm hoạt động tối đa 8.500 nmi (15.700 km) khi đi tốc độ đường trường 10 kn (19 km/h). Khi đi ngầm dưới nước, chúng sử dụng hai động cơ/máy phát điện AEG GU 460/8–27  tổng công suất 750 PS (550 kW; 740 shp). Tốc độ tối đa khi lặn là 7,6 kn (14,1 km/h), và tầm hoạt động 80 nmi (150 km) ở tốc độ 4 kn (7,4 km/h). Con tàu có khả năng lặn sâu đến 230 m (750 ft).
Vũ khí trang bị có năm ống phóng ngư lôi 53,3 cm (21 in), bao gồm bốn ống trước mũi và một ống phía đuôi, và mang theo tổng cộng 14 quả ngư lôi, hoặc tối đa 22 quả thủy lôi TMA, hoặc 33 quả TMB. Tàu ngầm Type VIIC bố trí một hải pháo 8,8 cm SK C/35 cùng một pháo phòng không 2 cm (0,79 in) trên boong tàu. Thủy thủ đoàn bao gồm 4 sĩ quan và 40-56 thủy thủ.

### Chế tạo
U-96 được đặt hàng vào ngày 30 tháng 5, 1938, và được đặt lườn tại xưởng tàu của hãng Friedrich Krupp Germaniawerft tại Kiel vào ngày 16 tháng 9, 1939. Nó được hạ thủy vào ngày 1 tháng 8, 1940, và nhập biên chế cùng Hải quân Đức Quốc Xã vào ngày 14 tháng 9, 1940 dưới quyền chỉ huy của Hạm trưởng, Đại úy Hải quân Heinrich Lehmann-Willenbrock.

## Lịch sử hoạt động

### 1940

#### Chuyến tuần tra thứ nhất
U-96 xuất phát từ Kiel vào ngày 4 tháng 12, 1940 cho chuyến tuần tra đầu tiên trong chiến tranh. Nó tiến vào Bắc Hải, rồi băng qua khe GIUK giữa các quần đảo Shetland và Faroe để vòng qua quần đảo Anh và đi đến khu vực tuần tra trong Bắc Đại Tây Dương về phía Tây Bắc Scotland. Nó bắt gặp Đoàn tàu HX 92 đang bị phân tán vào ngày 11 tháng 12, và đánh chìm tàu chở hành khách Anh Rotorua 10.890 GRT bằng một quả ngư lôi duy nhất lúc 15 giờ 12 phút tại tọa độ 58°56′B 11°20′T / 58,933°B 11,333°T; phần lớn hành khách đã sống sót, nhưng 23 người đã thiệt mạng. Cùng ngày hôm đó nó tấn công tàu buôn Hà Lan Towa 5.419 GRT, nhưng sau khi quả ngư lôi duy nhất trúng đích, chiếc tàu buôn tiếp tục nổi. Đến 21 giờ 30 phút U-96 phóng thêm quả ngư lôi thứ hai, nhưng vẫn chưa đủ để đánh chìm Towa. Mục tiêu chỉ đắm sau nữa giờ chịu đựng hải pháo của U-96, lúc 22 giờ 42 phút tại tọa độ 58°50′B 10°10′T / 58,833°B 10,167°T; 16 người đã thiệt mạng, và 19 người sống sót được cứu vớt. Đợt tấn công bằng ngư lôi nhắm vào chiếc Cardita 8.237 GRT đã không trúng đích.
Đến sáng sớm ngày hôm sau 12 tháng 12, lúc 01 giờ 56 phút, U-96 phóng một quả ngư lôi tấn công và đánh chìm tàu buôn Thụy Điển Stureholm 4.575 GRT tại tọa độ 57°50′B 8°40′T / 57,833°B 8,667°T. Hơn hai giờ sau đó, tàu buôn Bỉ Macedonier tiếp tục bị đánh chìm chỉ trong vòng mười phút với một quả ngư lôi duy nhất tại tọa độ 57°52′B 8°42′T / 57,867°B 8,7°T; bốn người đã thiệt mạng trong tổng số 47 người trên tàu. Hai ngày sau đó, 14 tháng 12, nó đánh chìm tàu buôn Anh Western Prince 10.926 GRT với hai quả ngư lôi tại tọa độ 59°32′B 17°47′T / 59,533°B 17,783°T. Đến 21 giờ 02 phút cùng ngày hôm nó, U-96 tìm cách đánh chặn tàu buôn Anh Empire Razorbill bằng hải pháo, nhưng sau khi bắn sáu phát đạn pháo và trúng đích ba quả, U-96 buộc phải từ bỏ cuộc săn đuổi do thời tiết xấu.
Đến ngày 18 tháng 12, U-96 tấn công con tàu Hà Lan Pendrecht lúc 16 giờ 15 phút bằng một quả ngư lôi duy nhất, nhưng chiếc tàu chở dầu tiếp tục nổi dù bị đánh trúng phía đuôi tàu. Thủy thủ của Pendrecht thoạt tiên bỏ tàu, nhưng sau đó đã quay lại và đưa con tàu bị hư hại đến được Rothesay, Scotland dưới sự hộ tống của một tàu khu trục Anh. Sau khi đánh chìm năm tàu có tổng tải trọng 37.037 GRT và gây hư hại hai tàu tổng tải trọng 15.864 GRT, U-96 kết thúc chuyến tuần tra và đi đến cảng Lorient bên bờ biển Đại Tây Dương của Pháp đã bị Đức chiếm đóng, đến nơi vào ngày 29 tháng 12.

### 1941

#### Chuyến tuần tra thứ hai
U-96 xuất phát từ Lorient vào ngày 9 tháng 1, 1941 cho chuyến tuần tra thứ hai, và tiếp tục hoạt động tại Bắc Đại Tây Dương về phía Tây Scotland. Tại đây nó tấn công tàu chở hành khách Anh SS Oropesa 14.118 GRT vào sáng ngày 16 tháng 1, và ba quả ngư lôi đã đánh chìm mục tiêu lúc 06 giờ 16 phút tại tọa độ 56°28′B 12°0′T / 56,467°B 12°T. 106 thủy thủ và hành khách đã thiệt mạng, và 143 người sống sót được cứu vớt. Sang ngày hôm sau, nó bắt gặp tàu chở hành khách Anh Almeda Star 14.936 GRT không được hộ tống. Một quả ngư lôi đánh trúng giữa tàu lúc 07 giờ 45 phút, và thêm một quả thứ hai 20 phút sau đó vẫn chưa đủ để đánh chìm mục tiêu, nên U-96 phải tiêu phí thêm hai quả ngư lôi nữa, quả cuối cùng lúc 13 giờ 55 phút, mới đánh chìm được Almeda Star tại tọa độ 58°16′B 13°40′T / 58,267°B 13,667°T. Toàn bộ 360 hành khách và thủy thủ đều thiệt mạng. U-96 quay trở về Lorient vào ngày 22 tháng 1 sau khi đánh chìm hai tàu tổng tải trọng 29.054 GRT.

#### Chuyến tuần tra thứ ba
Khởi hành từ Lorient vào ngày 30 tháng 1 cho chuyến tuần tra thứ ba, U-96 hoạt động tại Bắc Đại Tây Dương xa hơn về phía Tây Scotland và phía Nam Iceland. Vào ngày 13 tháng 2, nó bắt gặp tàu chở dầu Anh Clea bị tách khỏi Đoàn tàu HX 106, và một quả ngư lôi trúng đích lúc khoảng 15 giờ 00 đã khiến vỡ làm đôi và bốc cháy nhưng tiếp tục nổi. U-96 phải đánh chìm cả hai phần bằng hải pháo. Cùng ngày hôm đó, nó lại bắt gặp tàu chở dầu Arthur F. Corwin 10.516 GRT, vốn đã bị hư hại do trúng ngư lôi từ tàu ngầm U-104 nên tụt lại phía sau Đoàn tàu HX 106. U-96 phóng hai quả ngư lôi kết liễu mục tiêu tại tọa độ 60°25′B 17°11′T / 60,417°B 17,183°T, toàn bộ 59 thủy thủ trên tàu đều thiệt mạng. Các tàu hộ tống cho Đoàn tàu HX 106 đã phát hiện U-96 nên tấn công với bốn quả mìn sâu, nhưng chiếc tàu ngầm thoát được mà không bị hư hại.
Đến 02 giờ 27 phút ngày 18 tháng 2, một quả ngư lôi phóng từ U-96 đã đánh trúng tàu buôn Anh Black Osprey 5.589 GRT trong thành phần Đoàn tàu HX 107; rồi một quả thứ hai đã đánh chìm mục tiêu 12 phút sau đó. Trong tổng số 36 thành viên thủy thủ đoàn của Black Osprey, chỉ có 11 người được cứu vớt hai ngày sau đó. Vào ngày 21 tháng 2, một máy bay tuần tra Focke Wulf "Condor" thuộc Không đoàn KG40 đã tấn công và gây hư hại cho tàu chở dầu Scottish Standard 6.999 GRT bị tách khỏi Đoàn tàu OB 287, khiến năm thủy thủ thiệt mạng; những người còn lại bỏ tàu và được tàu khu trục HMS Montgomery (G95) cứu vớt. Sang ngày hôm sau 22 tháng 2, U-96 tiếp cận con tàu bị bỏ lại, và bất chấp một tàu khu trục đối phương đang tuần tra tại khu vực, phóng hai quả ngư lôi đánh chìm Scottish Standard tại tọa độ 59°20′B 16°12′T / 59,333°B 16,2°T. Sau cuộc tấn công Montgomery đã truy đuổi U-96 trong suốt năm giờ và thả tổng cộng 37 quả mìn sâu, nhưng chiếc tàu ngầm đã né tránh được.
Đến ngày 23 tháng 2, U-96 bắt gặp Đoàn tàu OB 288, nên đi đến để phối hợp tấn công cùng các tàu ngầm U-69, U-73, U-95 và U-107 cùng tàu ngầm Ý Michele Bianchi. Bầy sói đã đánh chìm chín tàu buôn, trong đó ba chiếc bởi U-96: Tàu chở hàng Anh Anglo-Peruvian 5.457 GRT trúng hai quả ngư lôi lúc 23 giờ 27 phút và đắm chỉ trong vòng ba phút tại tọa độ 59°30′B 21°00′T / 59,5°B 21°T; 29 thủy thủ đã thiệt mạng, và 17 người sống sót được cứu vớt. Cùng trong đêm đó lúc 01 giờ 16 phút ngày 24 tháng 2, SS Linaria 3.385 GRT bị U-96 tấn công bởi một quả ngư lôi duy nhất và đắm 25 phút sau khi trúng ngư lôi phía đuôi tàu; toàn bộ 35 thủy thủ trên tàu đều thiệt mạng. Một giờ sau đó, U-96 tiếp tục tấn công chiếc tàu buôn Anh SS Sirikishna 5.458 GRT, và một quả ngư lôi đánh trúng giữa tàu; chiếc tàu ngầm phải phóng thêm quả ngư lôi thứ hai sáu giờ sau đó để đánh chìm mục tiêu. Toàn bộ thủy thủ đoàn đều thiệt mạng, trong đó có Chuẩn đô đốc R.A.A. Plowden, chỉ huy Đoàn tàu OB 288.
Sau khi thoát khỏi đợt phản công từ tàu khu trục HMS Churchill trong thành phần hộ tống của Đoàn tàu OB 288, U-96 kết thúc chuyến tuần tra sau khi đánh chìm bảy tàu có tổng tải trọng 45.391 GRT. Nó đi đến cảng St. Nazaire cùng bên bờ Đại Tây Dương của Pháp vào ngày 28 tháng 2. Cảng St. Nazaire trở thành căn cứ hoạt động của U-96 trong suốt tám chuyến tuần tra còn lại. Đại úy Heinrich Lehmann-Willenbrock, hạm trưởng của U-96, được trao tặng Huân chương Chữ thập Sắt Hiệp sĩ do thành tích đánh chìm 125.580 GRT tàu bè sau ba chuyến tuần tra đầu tiên của U-96.

#### Chuyến tuần tra thứ tư
U-96 xuất phát vào ngày 12 tháng 4 cho chuyến tuần tra thứ tư, và tiếp tục hoạt động tại vùng biển Bắc Đại Tây Dương giữa Scotland và Iceland. Vào ngày 16 tháng 4, nó bắt gặp Đoàn tàu OB 309, nhưng gần như ngay lập tức bị tàu khu trục HMS Rockingham trong thành phần hộ tống tấn công, gây một số hư hại. Đến ngày 28 tháng 4, U-96 phối hợp cùng tàu chị em U-95 để tấn công Đoàn tàu HX 121, và đến 19 giờ 25 phút U-96 phóng một loạt ba quả ngư lôi tấn công ba tàu chở dầu trong đoàn tàu này. Một quả đánh trúng tàu chở dầu Anh Oilfield 8.516 GRT khiến nó bốc cháy và đắm, khiến năm thủy thủ trong tổng số 55 người thiệt mạng. Quả thứ hai đánh trúng phòng động cơ và đánh chìm chiếc tàu chở dầu Na Uy Caledonia 9.892 GRT, giết chết bảy thủy thủ ngay lập tức, và thêm bảy người khác thiệt mạng khi nhảy xuống nước và bị trôi dạt đến xác tàu Oilfield đang bốc cháy gần đó; 25 người sống sót được cứu vớt. Quả ngư lôi thứ ba trượt mục tiêu nhưng lại đánh trúng và làm đắm chiếc tàu buôn Anh Port Hardy 8.897 GRT; khiến một thủy thủ thiệt mạng, nhưng 97 hành khách và thủy thủ được cứu vớt.
Trước khi các quả ngư lôi trúng mục tiêu, U-96 phải lặn khẩn cấp để né tránh khi tàu corvette HMS Gladiolus đi đến để phản công. Đến sau 13 giờ 00 ngày hôm sau, chiếc tàu ngầm vốn đã hư hại nhẹ bị một máy bay ném bom Lockheed Hudson thuộc Liên đội 233 Không quân Hoàng gia Anh tấn công, nhưng các quả bom ném xuống đã không gây thêm hư hại nào. Đến chiều tối ngày 1 tháng 5, U-96 tấn công một tàu buôn không được hộ tống, nhưng không thành công, rồi bắt gặp một đoàn tàu vận tải vào ngày 4 tháng 5, nhưng lại mất dấu mục tiêu. Sang ngày 7 tháng 5, nó bị một thủy phi cơ Short Sunderland phát hiện lúc sau giữa trưa, và trong suốt hơn hai giờ tiếp theo phải chịu đựng 32 quả bom được ném xuống. Một cuộc tấn công khác diễn ra vào ngày 14 tháng 5, khi một máy bay bốn động cơ đã ném xuống ba quả bom nhắm vào chiếc U-boat.

Đến sáng sớm ngày 19 tháng 5, ở vị trí 90 nmi (170 km) về phía Tây Gweedore, Ireland, tàu buôn Anh Empire Ridge 2.922 GRT di chuyển cắt ngang đường đi của U-96. Chiếc tàu ngầm phóng hai quả ngư lôi tấn công mục tiêu, khiến Empire Ridge vỡ đôi và đắm tại tọa độ 54°47′B 11°10′T / 54,783°B 11,167°T; chỉ có hai người trong tổng số 33 thành viên thủy thủ đoàn sống sót. Sau chuyến tuần tra kéo dài 41 ngày và đánh chìm hai tàu với tổng tải trọng 30.227 GRT, U-96 quay trở lại căn cứ St. Nazaire vào ngày 22 tháng 5.

#### Chuyến tuần tra thứ năm
U-96 tiếp tục hoạt động tại vùng biển giữa Bắc Đại Tây Dương, khi xuất phát từ St. Nazaire vào ngày 19 tháng 6 cho chuyến tuần tra thứ năm. Vào ngày 5 tháng 7, ở vị trí 300 nmi (560 km) về phía Bắc quần đảo Azores, nó phát hiện một đoàn tàu vận tải nhỏ, bao gồm tàu khảo sát HMS Challenger, tàu buôn tuần dương vũ trang HMS Cathay và chiếc tàu chở hành khách SS Anselm 5.954 GRT được cải biến thành tàu chở quân. Thành phần hộ tống còn bao gồm ba tàu corvette HMS Lavender, HMS Petunia và HMS Starwort. U-96 phóng một loạt bốn quả ngư lôi tấn công lúc 08 giờ 29 phút, tin rằng đã đánh trúng Challenger và Cathay, nhưng nó chỉ đánh chìm được Anselm với hai quả ngư lôi trúng đích; bốn thủy thủ cùng 250 hành khách là binh lính đã thiệt mạng.  Starwort bị hỏng sonar nên không thể tham gia phản công, nhưng Lavender và Petunia đã thả mìn sâu, khiến U-96 bị hư hại nặng và phải cắt ngắn chuyến tuần tra, về đến St. Nazaire vào ngày 9 tháng 7.

#### Chuyến tuần tra thứ sáu
Trong chuyến tuần tra thứ sáu kéo dài từ ngày 2 tháng 8 đến ngày 12 tháng 9 tại vùng biển Đại Tây Dương về phía Tây Ireland (Khu vực Tiếp cận phía Tây), U-96 lần lượt tham gia ba bầy sói: Grönland (12 đến 27 tháng 8), Kurfürst (28 tháng 8 đến 2 tháng 9) và Seewolf (2 đến 10 tháng 9), nhưng không đánh chìm được mục tiêu nào.

#### Chuyến tuần tra thứ bảy
Khởi hành từ St. Nazaire vào ngày 27 tháng 10 cho chuyến tuần tra thứ bảy, U-96 gia nhập bầy sói Stoßtrupp ba ngày sau đó. Vào ngày 31 tháng 10, ở vị trí 530 mi (850 km) về phía Tây đảo Cape Clear, nó đánh chặn Đoàn tàu OS 10 và phóng bốn quả ngư lôi tấn công từ khoảng cách xa. U-96 tự nhận đã đánh chìm được hai tàu buôn, nhưng chỉ có tàu buôn Hà Lan SS Bennekom 5.998 GRT trúng ngư lôi và đắm sau nữa giờ tại tọa độ 51°20′B 23°40′T / 51,333°B 23,667°T, khiến 9 người trong số 56 thành viên thủy thủ đoàn thiệt mạng. Tàu sà lúp HMS Lulworth trong thành phần hộ tống của Đoàn tàu OS 10 đã đi đến và phản công bằng hải pháo, buộc chiếc tàu ngầm phải lặn xuống. Lulworth tiếp tục thả 27 quả mìn sâu tấn công, nhưng U-96 thoát được mà không chịu thiệt hại. Sang ngày hôm sau nó tiếp tục đụng độ với các tàu hộ tống HMS Gorleston và Verbena, nhưng tiếp tục thoát được.
U-96 tiếp tục tuần tra tại Bắc Đại Tây Dương trong tháng 11 trong thành phần các bầy sói Störtebecker và Benecke. Nó bí mật đi đến cảng trung lập Vigo, Tây Ban Nha để được tiếp liệu từ chiếc tàu Đức MV Bessel vào ngày 27 tháng 11. Sau đó chiếc tàu ngầm tiếp cận eo biển Gibraltar để tìm cách xâm nhập vào Địa Trung Hải. Tuy nhiên vào ngày 30 tháng 11 U-96 bị một máy bay Fairey Swordfish thuộc Liên đội 812 Không lực Hải quân Hoàng gia phát hiện và tấn công, bị hư hại nặng bởi hai quả bom ném xuống nên phải hủy bỏ kế hoạch xâm nhập Địa Trung Hải. Trên đường quay trở lại cảng St. Nazaire, nó bắt gập tàu Tây Ban Nha SS Cabo de Hornos, vốn đang quay về từ Nam Mỹ sau khi đưa những người Do Thái tị nạn đến thuộc địa Curaçao của Hà Lan, vì Brazil từ chối cho nhập cảnh. U-96 đã khám xét giấy tờ con tàu trước khi để cho Cabo de Hornos đi tự do. U-96 về đến St. Nazaire vào ngày 6 tháng 12.

### 1942

#### Chuyến tuần tra thứ tám
Lại xuất phát từ St. Nazaire vào ngày 31 tháng 1, 1942 cho chuyến tuần tra thứ tám kéo dài cho đến ngày 23 tháng 3, U-96 băng qua suốt Đại Tây Dương để hoạt động tại vùng biển Bắc Đại Tây Dương về phía Đông Canada và Hoa Kỳ. Tại đây nó lần lượt đánh chìm tàu buôn Anh Empire Seal 7.965 GRT vào ngày 19 tháng 2, tàu buôn Hoa Kỳ Lake Osweya 2.398 GRT gần Halifax, Nova Scotia vào ngày 20 tháng 2, các tàu buôn Na Uy Torungen 1.948 GRT vào ngày 22 tháng 2, và Tyr 4.265 GRT ở vị trí cách Halifax 100 nmi (190 km) vào ngày 9 tháng 3. U-96 cũng đã phóng ngư lôi tấn công Kars 8.888 GRT vào ngày 22 tháng 2, khiến chiếc tàu chở dầu Anh vỡ làm đôi và là một tổn thất toàn bộ.

#### Chuyến tuần tra thứ chín và thứ mười
Trong chuyến tuần tra thứ chín kéo dài từ ngày 23 tháng 4 đến ngày 1 tháng 7 tại vùng biển giữa Bắc Đại Tây Dương, U-96 không đánh chìm được mục tiêu nào.
Nó thành công hơn trong chuyến tuần tra tiếp theo từ ngày 24 tháng 8 đến ngày 5 tháng 10, khi tấn công Đoàn tàu ON 127 giữa Bắc Đại Tây Dương vào ngày 10 tháng 9, đánh chìm tàu buôn Bỉ Elisabeth van Belgie 4.241 GRT tại tọa độ 51°30′B 28°25′T / 51,5°B 28,417°T và tàu chở dầu Na Uy Sveve 6.313 GRT tại tọa độ 51°28′B 28°30′T / 51,467°B 28,5°T, cùng gây hư hại cho tàu chở dầu Anh F. J. Wolfe 12.190 GRT. Sang ngày hôm sau 11 tháng 9, U-96 đánh chìm thuyền buồm Bồ Đào Nha Deläes (trung lập) bằng hải pháo;  rồi đến ngày 25 tháng 9 đã phóng hai quả ngư lôi tấn công Đoàn tàu RB 1, gây hư hại cho tàu chở hành khách Anh New York 4.989 GRT; New York cuối cùng bị tàu ngầm U-91 vào 01 giờ 35 phút ngày hôm sau.

#### Chuyến tuần tra thứ mười một
Trong chuyến tuần tra cuối cùng trong chiến tranh, U-96 chuyển căn cứ hoạt động từ bờ biển Đại Tây Dương của Pháp đến khu vực biển Baltic. Nó xuất phát từ St. Nazaire vào ngày 26 tháng 12, 1942, và sau khi chuyển một thủy thủ mắc bệnh sang tàu ngầm U-163 vào ngày 3 tháng 1, 1943, nó vòng qua quần đảo Anh về phía Bắc Scotland để trở lại Bắc Hải. U-96 đi đến Königsberg (nay là Kaliningrad thuộc Liên bang Nga) vào ngày 8 tháng 2.

### 1943 - 1945
Sau khi rút khỏi hoạt động trên tuyến đầu, U-96 trải qua thời gian còn lại của quãng đời hoạt động trong vai trò tàu huấn luyện trong biển Baltic. Nó được cho xuất biên chế tại Wilhelmshaven vào ngày 15 tháng 2, 1945.
Trong một đợt ném bom của Không lực 8 Hoa Kỳ xuống Wilhelmshaven vào ngày 30 tháng 3, 1945, U-96 bị đánh chìm tại vũng Hipper. Xác tàu đắm được trục vớt và tháo dỡ sau chiến tranh.

### "Bầy sói" tham gia
U-96 từng tham gia mười một bầy sói:
- Hammer (5 – 12 tháng 8, 1941)
- Grönland (12 – 27 tháng 8, 1941)
- Kurfürst (28 tháng 8 – 2 tháng 9, 1941)
- Seewolf (2 – 10 tháng 9, 1941)
- Stosstrupp (30 tháng 10 – 4 tháng 11, 1941)
- Störtebecker (5 – 19 tháng 11, 1941)
- Benecke (19 – 22 tháng 11, 1941)
- Hecht (11 tháng 5 – 18 tháng 6, 1942)
- Stier (29 tháng 8 – 2 tháng 9, 1942)
- Vorwärts (3 – 25 tháng 9, 1942)
- Jaguar (10 – 20 tháng 1, 1943)

### Tóm tắt chiến công
U-96 đã đánh chìm được 27 tàu buôn với tổng tải trọng 181.206 GRT, gây tổn thất toàn bộ cho một tàu buôn tải trọng 8.888 GRT, đồng thời gây hư hại cho bốn tàu buôn khác:
| Ngày              | Tên tàu              | Quốc tịch  | Tải trọng | Số phận          |
| ----------------- | -------------------- | ---------- | --------- | ---------------- |
| 11 tháng 12, 1940 | Rotorua              | Anh Quốc   | 10.890    | Bị đánh chìm     |
| 11 tháng 12, 1940 | Towa                 | Hà Lan     | 5.419     | Bị đánh chìm     |
| 12 tháng 12, 1940 | Macedonier           | Bỉ         | 5.227     | Bị đánh chìm     |
| 12 tháng 12, 1940 | Stureholm            | Thụy Điển  | 4.575     | Bị đánh chìm     |
| 14 tháng 12, 1940 | Empire Razorbill     | Anh Quốc   | 5.118     | Bị hư hại        |
| 14 tháng 12, 1940 | Western Prince       | Anh Quốc   | 10.926    | Bị đánh chìm     |
| 18 tháng 12, 1940 | Pendrecht            | Hà Lan     | 10.746    | Bị hư hại        |
| 16 tháng 1, 1941  | Oropesa              | Anh Quốc   | 14.118    | Bị đánh chìm     |
| 17 tháng 1, 1941  | Almeda Star          | Anh Quốc   | 14.936    | Bị đánh chìm     |
| 13 tháng 2, 1941  | Arthur F. Corwin     | Anh Quốc   | 10.516    | Bị đánh chìm     |
| 13 tháng 2, 1941  | Clea                 | Anh Quốc   | 7.987     | Bị đánh chìm     |
| 18 tháng 2, 1941  | Black Osprey         | Anh Quốc   | 5.589     | Bị đánh chìm     |
| 22 tháng 2, 1941  | Scottish Standard    | Anh Quốc   | 6.999     | Bị đánh chìm     |
| 23 tháng 2, 1941  | Anglo-Peruvian       | Anh Quốc   | 5.457     | Bị đánh chìm     |
| 24 tháng 2, 1941  | Linaria              | Anh Quốc   | 3.385     | Bị đánh chìm     |
| 24 tháng 2, 1941  | Sirikishna           | Anh Quốc   | 5.458     | Bị đánh chìm     |
| 28 tháng 4, 1941  | Caledonia            | Na Uy      | 9.892     | Bị đánh chìm     |
| 28 tháng 4, 1941  | Oilfield             | Anh Quốc   | 8.516     | Bị đánh chìm     |
| 28 tháng 4, 1941  | Port Hardy           | Anh Quốc   | 8.897     | Bị đánh chìm     |
| 19 tháng 5, 1941  | Empire Ridge         | Anh Quốc   | 2.922     | Bị đánh chìm     |
| 5 tháng 7, 1941   | Anselm               | Anh Quốc   | 5.954     | Bị đánh chìm     |
| 31 tháng 10, 1941 | Bennekom             | Hà Lan     | 5.998     | Bị đánh chìm     |
| 19 tháng 2, 1942  | Empire Seal          | Anh Quốc   | 7.965     | Bị đánh chìm     |
| 20 tháng 2, 1942  | Lake Osweya          | Hoa Kỳ     | 2.398     | Bị đánh chìm     |
| 22 tháng 2, 1942  | Kars                 | Anh Quốc   | 8.888     | Tổn thất toàn bộ |
| 22 tháng 2, 1942  | Torungen             | Na Uy      | 1.948     | Bị đánh chìm     |
| 9 tháng 3, 1942   | Tyr                  | Na Uy      | 4.265     | Bị đánh chìm     |
| 10 tháng 9, 1942  | Elisabeth van Belgie | Bỉ         | 4.241     | Bị đánh chìm     |
| 10 tháng 9, 1942  | F.J. Wolfe           | Anh Quốc   | 12.190    | Bị hư hại        |
| 10 tháng 9, 1942  | Sveve                | Na Uy      | 6.313     | Bị đánh chìm     |
| 11 tháng 9, 1942  | Delães               | Bồ Đào Nha | 415       | Bị đánh chìm     |
| 25 tháng 9, 1942  | New York*            | Anh Quốc   | 4.989     | Bị hư hại        |

*Bị tàu ngầm U-91 đánh chìm vào ngày hôm sau 

## Những hình ảnh

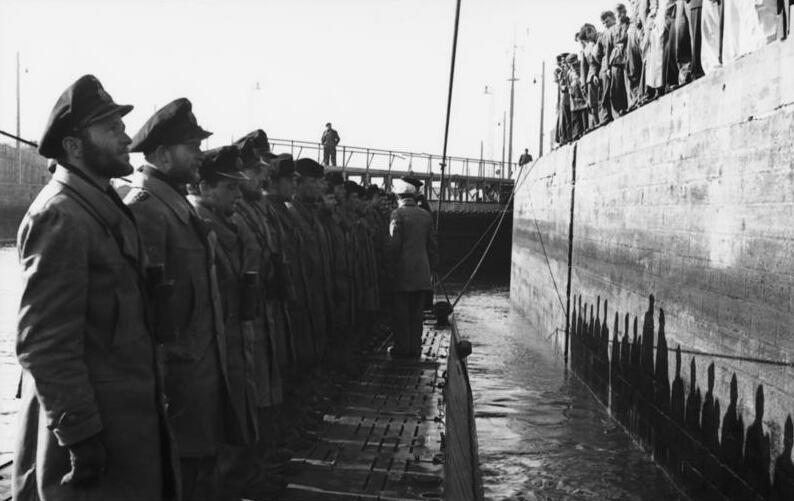
U-96 đi đến cảng Saint Nazaire
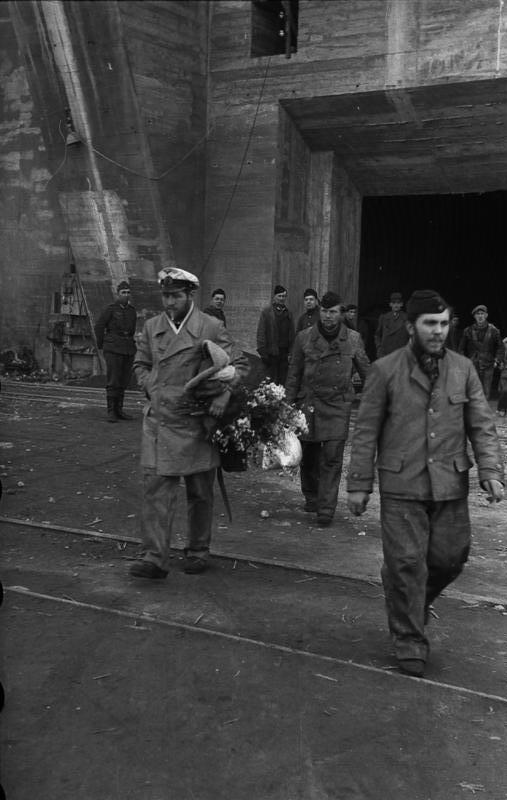
thủy thủ đoàn U-96 đang rời tàu sau khi cặp bến.